# Eulima gentilomiana
Eulima gentilomiana is een slakkensoort uit de familie van de Eulimidae. De wetenschappelijke naam van de soort werd in 1869 voor het eerste geldig gepubliceerd door Issel.